# FC Wakefield
Der FC Wakefield (offiziell: Wakefield Football Club), auch bekannt als The Bears (Die Bären), war ein Fußballverein aus Wakefield in der nordenglischen Grafschaft West Yorkshire. Der Club, der seine Heimspiele im 4.000 Zuschauer fassenden College Grove austrug, spielte zuletzt von 1989 bis 2014 in der achtklassigen Northern Premier League Division One North.

## Geschichte
Der Verein wurde 1903 als Emley A.F.C. im gleichnamigen Ort Emley gegründet und startete seinen Spielbetrieb in der Huddersfield District League. Im Laufe seines Bestehens stieg er über die West Riding League zur Northern Premier League auf.
Es existieren teilweise Ungereimtheiten, was das genaue Gründungsjahr des Vereins betrifft. Nachweislich wurde 1884 ein Verein Namens Emley Football Club gegründet, man geht jedoch davon aus, dass es sich um einen Rugby-Verein handelt.
In den ersten 65 Jahren hielt sich der Verein in den untersten Lokalligen auf und war dabei relativ unauffällig. 1968 konnte sich der Verein für den FA Amateur Cup, dem führenden Wettbewerb im Amateurfußball, qualifizieren. Hier erreichte man das Achtelfinale und unterlag dabei dem FC Barking in einem Wiederholungsspiel mit 0:1. Das zuvor abgebrochene Spiel war jenes mit dem höchsten Zuschaueraufkommen in Emley: Insgesamt sahen 5.134 Zuschauer das Spiel. Zur Saison 1969/70 stieg man in die Yorkshire League auf.

### Yorkshire League
Emley gewann in der Saison 1975/76 mit einem 2:0-Sieg gegen Worksop Town den Sheffield Cup, dessen Finale im Hillsborough-Stadion ausgetragen wurde. Innerhalb der nächsten sieben Jahre konnte vier Mal die Meisterschaft in der Yorkshire League, drei Mal der Yorkshire-League-Pokal und zwei weitere Male der Sheffield Cup gewonnen werden. 1979 konnte man sich für die erste Runde der FA Trophy qualifizieren, scheiterte dann jedoch an den Blyth Spartans.
1981 wurden erstmals Flutlichter im Stadion installiert. In der Saison 1981/82 konnte man mit der Meisterschaft und dem Ligapokal das Double in der  Yorkshire League gewinnen. Anschließend wurde die Yorkshire League mit der Midland League zur Northern Counties East League vereinigt. Michael Pamment, mit 305 Toren Rekordschütze des Vereins, wechselte 1978 ins Traineramt und blieb dort bis 1985. Während dieser Zeit konnte man auch in der FA Vase einige Erfolge feiern. In der Saison 1986/87 erreichte man das Viertelfinale dieses Wettbewerbs und verlor dann gegen St Helens Town AFC mit 1:2 in der Verlängerung. In der folgenden Spielzeit erreichte man sogar das Finale der FA Vase, unterlag im Wembley-Stadion dann jedoch den Colne Dynamoes mit 0:1. Die Meisterschaft in der Liga konnte Emley jedoch für sich entscheiden.
Durch den Gewinn der Meisterschaft in der Northern Counties East League hätte der Verein normalerweise die Berechtigung zum Aufstieg in die Northern Premier League First Division gehabt. Dies scheiterte jedoch daran, dass Emley die dafür notwendigen Platzstandards aufgrund fehlender finanzieller Mittel nicht erfüllen konnte. Erst 1989 wurde der Verein nach erneutem Gewinn der Meisterschaft für die nächsthöhere Liga zugelassen. In der Saison 1988/98 konnte der Sheffield Cup zum fünften Mal gewonnen werden.

### Northern Premier League First Division
In seinem ersten Saisonspiel in der neuen Liga verlor der Verein gegen Winsford United mit 0:3, dennoch konnte die erste Spielzeit auf Rang fünf abgeschlossen werden. Mit dem Aufstieg war Emley fortan für die erste Runde der FA Trophy qualifiziert. Gleich in der ersten Saison wurde das Viertelfinale erreicht, wo man den Kidderminster Harriers mit 0:3 unterlag.
Bis 1991 war für den Verein spätestens in der 3. Runde des FA Cups Schluss. Die erste Runde wurde 1991 erreicht, als man im Stadion Leeds Road von Huddersfield Town vor 9.035 Zuschauern mit 0:3 unterlag. Zwar konnte zum siebten Mal der Sheffield Cup gewonnen werden und auch in der Liga erreichte man eine respektable Platzierung, jedoch wechselte der Trainer Gerry Quinn anschließend zum FC Altrincham, was ein enormer Verlust für den Verein darstellte.
Nachdem man in den folgenden drei Spielzeiten jedes Mal nur einen Rang in der unteren Hälfte der Tabelle belegt hatte, übernahm der ehemalige schottische Nationalspieler und Spieler von Celtic Glasgow, Ronnie Glavin, das Traineramt und sanierte den Mannschaftskader. 1996/97 scheiterte der Verein in der FA Trophy erneut an den Kidderminster Harriers, erreichte mit dem 4. Platz in der Liga jedoch die beste Platzierung seiner Geschichte.
1997/98 sollte eine sehr erfolgreiche Saison werden: Im FA Cup erreichte man mit Siegen über den FC Morecambe und Lincoln City F.C. die 3. Runde des Wettbewerbs, wo man West Ham United begegnete. Die Partie wurde von der BBC in ihrer Sendung Match of the Day live übertragen. Emley unterlag West Ham mit 1:2, dabei schoss Paul David das Tor für den Außenseiter und Frank Lampard sowie John Hartson netzten für West Ham ein. In der gleichen Saison wurde der Sheffield Cup gegen den FC Parkgate zum achten Mal gewonnen und die Liga auf dem sechsten Platz abgeschlossen.
In der folgenden Spielzeit unterlag man im FA Cup Rotherham United mit 1:3, erreichte jedoch das Viertelfinale der FA Trophy, wo man schließlich gegen Cheltenham Town ausschied.
Nachdem man in den folgenden Jahren eher durchschnittlich abschnitt, zeichnete sich ein Weggang des Vereins aus seinem Heimatdorf ab. Neu eingeführte Regularien konnten aufgrund von Platzmangel nicht mehr vom Verein erfüllt werden, und so wurde beschlossen, dass Emley in der Saison 2000/01 übergangsweise in das Stadion Belle Vue der Wakefield Trinity Wildcats umziehen sollte.

### Umzug nach Wakefield
In ihrem neuen Stadion schossen die Stürmer Simeon Bambrook und Danny Day insgesamt 54 Tore für Wakefield. Dabei konnten in der Saison 100 Punkte erzielt werden, dennoch reichte dies nur zu Platz zwei. Im Finale des Sheffield Cups verlor man gegen die Doncaster Rovers im Hillsborough-Stadion mit 1:2.
In der folgenden Saison 2001/02 belegte man in der Liga den fünften Platz und unterlag im Finale des Sheffield Cups erneut den Doncaster Rovers, dieses Mal mit 0:3. Anschließend wurde der Verein in Wakefield & Emley FC umbenannt. Allmählich wurde der Verein von vielen Fans aufgrund des Umzugs nur noch Wakefield genannt. 2003/04 erlebte man eine desaströse Saison, als man den letzten Platz der Liga belegte und lediglich aufgrund einer Neuordnung des Ligasystems in England der Abstieg vermieden wurde.
Zur Saison 2004/05 wurde der Verein erneut umbenannt, diesmal in Wakefield-Emley. Die Saison wurde auf einem mittleren Tabellenplatz beendet. Das Reserveteam, welches bis dahin in der North Counties East League spielte, wurde aufgelöst und in einen neu gegründeten Verein, der sich AFC Emley nannte, integriert. Da in Emley nun ein neuer Klub existierte, wurde Wakefield-Emley 2007 erneut umbenannt, diesmal in seinen derzeitigen Namen Wakefield F.C. Dabei zog der Verein in seine neue Spielstätte, dem College Grove, und die Vereinsfarben wurden geändert.

## Erfolge
- Northern Premier League
  - Vizemeister: 2001

- Northern Counties East League
  - Meister: 1988, 1989

- Northern Premier League First Division
  - Vizemeister: 1991

- Yorkshire League
  - Meister: 1976, 1978, 1980, 1982

- Yorkshire League Cup
  - Gewinner: 1970, 1979, 1982

- Sheffield Senior Cup:
  - Gewinner: 1976, 1980, 1981, 1984, 1989, 1991, 1992, 1998

- Huddersfield League First Division
  - Meister: 1914, 1920, 1938, 1939, 1943, 1960, 1966, 1967, 1968, 1969

- Huddersfield League Second Division
  - Meister: 1948

- Huddersfield Invitation Cup
  - Gewinner: 1939, 1966, 1968

- Huddersfield Barlow Cup
  - Gewinner: 1955, 1966, 1968

- Huddersfield FA Charity Shield
  - Gewinner: 1966, 1967

- Aconley Cup
  - Gewinner: 1914

- Dearne Valley Cup
  - Meister: 1931

- Dearne Valley League
  - Meister: 1932